# Ichneumon rufidorsatus
Ichneumon rufidorsatus är en stekelart som beskrevs av Bridgman 1887. Ichneumon rufidorsatus ingår i släktet Ichneumon och familjen brokparasitsteklar. Inga underarter finns listade i Catalogue of Life.